# سباستین لو توکس
سباستین لو توکس (انگلیسی: Sébastien Le Toux؛ زادهٔ ۱۰ ژانویهٔ ۱۹۸۴) بازیکن فوتبال اهل فرانسه است.
از باشگاه‌هایی که در آن بازی کرده‌است می‌توان به باشگاه فوتبال لوریان، باشگاه فوتبال سیاتل ساندرز، باشگاه فوتبال ونکوور وایتکپس، فیلادلفیا یونیون، باشگاه فوتبال رن، و باشگاه فوتبال نیویورک رد بولز اشاره کرد.